# Das Vermächtnis des geheimen Buches
Das Vermächtnis des geheimen Buches ist ein US-amerikanischer Abenteuerfilm von Jon Turteltaub aus dem Jahr 2007. Wegen des großen Erfolgs des Films Das Vermächtnis der Tempelritter entschlossen sich die Produzenten zu dieser Fortsetzung. 2022 folgte die Serie Das Vermächtnis von Montezuma.

## Handlung
Kurz nach dem Ende des Sezessionskrieges trifft John Wilkes Booth zusammen mit einem anderen Mann Thomas Gates und präsentiert dem Ururgroßvater von Ben Gates ein Tagebuch mit einer verschlüsselten Botschaft. Thomas erkennt die Playfair-Chiffre und beginnt mit der Entzifferung. Währenddessen geht Booth zum Ford-Theater und verübt das Attentat auf US-Präsident Abraham Lincoln. Thomas findet einen Hinweis auf eine Schatzkarte und erkennt, dass die beiden Männer den Konföderierten immer noch loyal sind und ein düsteres Motiv haben, um den Schatz aufzuspüren. Er reißt mehrere Seiten aus dem Tagebuch und wirft sie ins Feuer. Der zweite Mann erschießt ihn und versucht die Seiten zu retten, erwischt jedoch nur ein kleines Stück. Der sterbende Gates behauptet, dass der Krieg vorbei sei, aber der andere Mann ist der Meinung, dass der Krieg gerade erst begonnen habe. Mit den Worten „Die Schuld, die jeder Mensch begleicht“ stirbt Gates in den Armen seines kleinen Sohnes, der die Tat mit ansehen musste.
Viele Jahre später erzählt Benjamin Gates die Geschichte seines Ururgroßvaters bei einer Konferenz der Civilian Heroes und erhält dafür viel Applaus, bis der Schwarzmarkthändler Mitch Wilkinson eine der achtzehn vermissten Seiten des Tagebuchs präsentiert. Da Thomas Gates’ Name darauf steht, soll dieser das Hirn hinter dem Attentat auf Lincoln gewesen sein. Ben Gates will die Unschuld seines Ururgroßvaters beweisen, wobei er auf die Hilfe seines Freundes Riley Poole und seiner entfremdeten Freundin Abigail Chase zählen kann.
Mit der Spektralanalyse entdecken sie auf der Rückseite der Tagebuchseite einen Code, der auf Édouard René Lefebvre de Laboulaye verweist. Ben und Riley reisen nach Paris, wo sie auf der Fackel einer der dort befindlichen Freiheitsstatuen einen Hinweis auf zwei identische „Resolute Desks“ (Schreibtische) finden, die im Auftrag der britischen Queen Victoria aus dem Holz eines britischen Handelsschiffes, der HMS Resolute, gefertigt wurden. Einer dieser Tische steht jetzt im Büro der Queen im Buckingham Palace. Dort trifft Ben auf Abigail, weiht sie in sein Vorhaben ein und gemeinsam gelingt es ihnen, eine Holzplanke aus der Zeit vor Kolumbus aus einem Geheimversteck des Schreibtisches zu entwenden. Wilkinson hat mittlerweile die Verfolgung aufgenommen und Ben aufgespürt, indem er zuvor das Telefon von Bens Vater Patrick Gates bei einem Hauseinbruch geklont hat. Bevor Wilkinson das Holz an sich reißen kann, lässt Ben die darin eingeritzten Zeichen während einer spektakulären Verfolgungsjagd vom Auto aus durch einen Blitzer abfotografieren und wirft es anschließend in die Themse. Nach einem Sprung in den Fluss bringen es Wilkinson und seine Männer an sich, Riley kann sich in die Datenbank der Londoner Polizei hacken und die Fotoaufnahme des Blitzgerätes besorgen.
Die Inschrift will Ben trotz seines davon nicht begeisterten Vaters von seiner Mutter und Patricks Ex-Ehefrau Emily, einer Expertin auf diesem Gebiet, entziffern lassen. Sie erkennt, dass einige der olmekischen Zeichen unvollständig sind und Ben kommt zu dem Schluss, dass eine weitere Planke im zweiten Schreibtisch im Oval Office versteckt sein muss. Mit Hilfe von Abigails neuer Bekanntschaft, die im Weißen Haus arbeitet, dringen Ben und Abigail bis zu dem Schreibtisch vor. Statt der zweiten Planke findet er jedoch den Abdruck eines Stempels mit dem Siegel des Geheimen Buches des Präsidenten. Riley verweist auf sein kürzlich erschienenes Buch, in dem er über dieses von Präsident zu Präsident weitergegebene Buch spekuliert, das seiner Meinung nach Dokumente enthält, die solch kontroverse Themen wie das Attentat auf Kennedy, die Watergate-Affäre und Area 51 behandeln.
Um das Buch zu finden, erzwingen Ben und seine Mitstreiter durch eine List, dass die Geburtstagsparty des Präsidenten am Mount Vernon stattfindet, indem der ursprüngliche Veranstaltungsort diskreditiert wird und alle anderen möglichen Veranstaltungsorte ausgebucht erscheinen. Ben schleicht sich auf der Party ein und lockt den Präsidenten in einen geheimen Tunnel unter dem Haus, was einer Entführung gleichkommt, da die Tür vom Tunnel aus nicht zu öffnen ist. Dort spricht er den Präsidenten auf das Buch an, worauf dieser ihm verrät, dass sich das Buch in der Library of Congress befindet und bittet ihn gleichzeitig um den Gefallen, neben den für seine Suche nötigen Informationen auch einen Blick auf Seite 47 zu werfen. Ben setzt den Präsidenten nicht unter Druck und verrät ihm sofort den Weg nach draußen, auch weist er ihm den Weg zur nächsten Straße. Wegen des scheinbaren kurzzeitigen Kidnappings droht Ben in der Folge eine Anklage wegen Entführung des Präsidenten. Im Buch findet er eine Abbildung der Planke aus dem Schreibtisch und den Hinweis, dass Präsident Coolidge nach der Entdeckung 1924 das Mount Rushmore National Memorial errichtete, um die Entdeckung des Schatzes zu verhindern.
Am Mount Rushmore treffen Ben, Riley, Abigail und Patrick auf Mitch, der Bens Mutter entführt hat und weitere Hinweise aus einem Brief der Königin an einen seiner Vorfahren hat. Daraufhin finden sie den Eingang zu einer Höhle, die die legendäre Goldstadt der amerikanischen Ureinwohner, Cibola, beherbergt. Die Gruppe wird in der Höhle eingeschlossen und wenig später getrennt. Nach der Bewältigung mehrerer Gefahren finden sie im Angesicht der goldenen Stadt wieder zusammen, doch durch einbrechendes Wasser droht ihnen der Tod, da alle Ausgänge blockiert scheinen. Sie folgen der Strömung des Wassers und finden im Inneren einer zentral gelegenen Pyramide einen Ausgang. Damit sie entkommen können, muss jemand von ihnen durch einen Mechanismus die Tür im Inneren der Pyramide offen halten – und ertrinken. Mitch bringt Abigail in seine Gewalt und droht den anderen, bis Ben sich freiwillig bereit erklärt zu bleiben. Doch durch die Kraft des Wassers und einstürzende Teile der Höhle wird Ben an den Ausgang geschleudert und Mitch bleibt als letzter zurück. Mit der Entdeckung des Schatzes bereinigt Ben den Namen seiner Familie. Er wird auch nicht verhaftet, da der Präsident behauptet, er habe sich mit Ben in Mount Vernon nur versehentlich eingesperrt. Ben sorgt dafür, dass der Name Mitch Wilkinson in einem Atemzug mit den Entdeckern der Stadt genannt wird, und auf die Frage des Präsidenten, was er auf Seite 47 des Geheimen Buches gelesen habe, antwortet Ben, dass es lebensverändernd sei.
Am Ende des Films sieht man, wie die gefundene Stadt gesichert und näher untersucht wird, Ben und Abigail wollen wieder zusammenziehen.

## Kritiken
„Zweiter Film einer routinierten, aber nicht sonderlich profiliert entwickelten Abenteuerserie, der es an Ironie und erzählerischem Atem, vor allem aber an Charme mangelt.“

„Noch dämlicher, unlogischer und langweiliger als der Vorläufer ‚Das Vermächtnis der Tempelritter‘ kommt dieser hanebüchene Schmu daher. Hier geht es nur um eine actiongeladene, aber völlig sinnentleerte Schnitzeljagd mit Geballer und einer Prise Romantik. Regisseur Jon Turteltaub scheint auch diesmal völlig zu ignorieren, dass es Abenteuerstreifen wie etwa die Indiana-Jones-Trilogie überhaupt gibt. Allerdings ist zum Schreien komisch, wie hier einige historische Fakten verdreht werden: wenn es etwa heißt, dass General Custer am Little Big Horn auch nur gestorben ist, weil er jene sagenhafte Goldstadt gesucht hat. Dies ist so schlecht, dass es fast schon wieder gut ist. Nein, ganz ehrlich: ein Film, an dem absolut nichts stimmt und funktioniert. Aber wenn das Publikum dafür zahlt …“

## Rezeption
Die ersten Kritiken in den USA fielen gemischt aus. In den US-Kinocharts belegte der Film seit dem Start den ersten Platz. Disney Press veröffentlichte am 6. November 2007 eine offizielle Romanversion des Drehbuchs unter dem Titel National Treasure 2: Book of Secrets The Junior Novel, deren Handlung sich leicht vom Film unterscheidet. Am gleichen Tag erschien außerdem der begleitende Jugendroman Changing Tides: A Gates Family Mystery. Die Geschichte spielt 1612 in England und ist der erste Teil einer geplanten Serie historischer Romane über die Familie Gates.
Der Film startete am 21. Dezember 2007 in den Kinos und konnte weltweit über 457 Mio. US-Dollar einspielen. Nachdem der Film am 24. Januar 2008 in Deutschland anlief, wurde er von 1.771.200 Kinobesuchern gesehen.
Der Film erhielt 2008 zwei Nominierungen für den Negativ-Filmpreis Goldene Himbeere: Nicolas Cage als schlechtester Hauptdarsteller (ebenso für seine Leistungen in Ghost Rider und Next); Jon Voight als schlechtester Nebendarsteller (ebenso für seine Leistungen in Bratz: The Movie, September Dawn und Transformers).

## Synchronisation
Der Film wurde von der Film- & Fernseh-Synchron GmbH synchronisiert. Das Dialogbuch schrieb Klaus Bickert, die Dialogregie führte Dietmar Wunder.
| Rolle                   | Schauspieler    | Synchronsprecher         |
| ----------------------- | --------------- | ------------------------ |
| Benjamin Franklin Gates | Nicolas Cage    | Martin Keßler            |
| Abigail Chase           | Diane Kruger    | Stephanie Kellner        |
| Riley Poole             | Justin Bartha   | Marcel Collé             |
| Patrick Gates           | Jon Voight      | Hans-Werner Bussinger    |
| FBI-Agent Peter Sadusky | Harvey Keitel   | Joachim Kerzel           |
| Emily Appleton Gates    | Helen Mirren    | Sonja Deutsch            |
| Mitch Wilkinson         | Ed Harris       | Wolfgang Condrus         |
| US-Präsident            | Bruce Greenwood | Oliver Stritzel          |
| Connor                  | Ty Burrell      | Johannes Berenz          |
| FBI-Agent Spellman      | Alicia Coppola  | Claudia Urbschat-Mingues |
| Dr. Nichols             | Albert Hall     | Roland Hemmo             |
| Thomas Gates            | Joel Gretsch    | Thomas Nero Wolff        |
| Michael O’Laughlen      | Brent Briscoe   | Frank Ciazynski          |

## Trivia
Als Riley im Buckingham Palace das Internet nach dem (fiktiven) Hersteller des Resolute-Desk durchsucht, öffnet er gut sichtbar eine Seite auf der fiktiven Website „Find On-Line“, deren Inhalt dem Artikel Puzzle box der englischsprachigen Wikipedia entspricht (Stand: 6. Februar 2007).